# Lodgepole (Alberta)
Pour les articles homonymes, voir Lodgepole.
Lodgepole est un hameau (hamlet) du comté de Brazeau, situé dans la province canadienne d'Alberta.

## Démographie
En tant que localité désignée dans le recensement de 2011, Lodgepole a une population de 125 habitants dans 51 de ses 51 logements, soit une variation de -19.9% par rapport à la population de 2006. Avec une superficie de 1,565 1 km2, le hameau possède une densité de population de 79,867 1 hab/km2 en 2011.
Concernant le recensement de 2006, Lodgepole abritait 156 habitants dans 67 de ses 78 logements. Avec une superficie de 1,565 1 km2, le hameau possédait une densité de population de 99,7 hab/km2 en 2006.
| 2011 | 2016 |
| ---- | ---- |
| 125  | 116  |